# Kaple svatého Floriána (Rožmitál)
Kaple svatého Floriána (dříve také kaple Svatého Kříže) v Rožmitále je drobná barokní orientovaná sakrální stavba zasvěcená rakouskému mučedníkovi Floriánovi z Lorchu, která náleží k římskokatolické farnosti Broumov. Stojí v jižní části vsi při silnici z Šonova do Broumova.

## Historie
V Rožmitále nebyl v první polovině 18. století žádný kostel ani kaple, věřící navštěvovali bohoslužby v Šonově či Broumově. To je přivedlo k myšlence vybudovat si alespoň kapli, ale nemohli se dohodnout, kde ve vsi bude stát. Po té, co se jejich spor dostal až k opatství broumovského kláštera bylo rozhodnuto, že se ve vsi postaví kaple dvě. V roce 1747 byla postavena kaple svatého Floriána u křižovatky cest v dolní části vsi a v severní části kaple Panny Marie Pomocné. Na jižním konci vsi k nim v roce 1752 přibyla ještě kaple sv. Jana Nepomuckého postavená Franzem Hoffmanem.

## Architektura
Kaple má mírně podélný půdorys o rozměrech 3,25 x 3,5 metru, její výška i se soklem je 3,7 metru, krytá je sedlovou střechou. Jednoduché západní průčelí je členěno toskánskými nárožními pilastry nesoucími římsu trojúhelného štítu, hlavní portál s nečleněným ostěním je uzavřen segmentem a nad ním je půlkruhově uzavřená nika, v níž byla původně socha svatého Floriána. Jediné osvětlení kaple je skrze vstupní mříž. V interiéru byl zmiňován drobný oltář z roku 1842 se zasklenou soškou Madony, stěny a strop kaple jsou pokryty freskami s výjevy z Floriánova života. Místní pamatují i dřevěný přístřešek využívaný při bohoslužbách při nepříznivém počasí.

## Opravy a rekonstrukce
První známá částečná rekonstrukce kaple proběhla v roce 2000 na náklady broumovského lékaře MUDr. Tibora Pindeše (1947–2020), během níž došlo ke změně patrocinia stavby, která začala být označována jako kaple Svatého Kříže.
Teprve v průběhu celkové rekonstrukce kaple v letech 2022–2024, kterou realizovali její noví vlastníci za pomoci místních občanů, bylo "znovuobjeveno" a kapli navráceno původní zasvěcení. Během této rekonstrukce byla kaple izolovaná od pronikající vody, byla obnovena její podlaha, získala nové zastřešení i omítky, obnoveny byly též interiéry kaple.